# Wasted Penguinz
Wasted Penguinz est un producteur et DJ suédois de hardstyle, originaire de Helsingborg. Il est composé de Jon Brandt-Cederhäll et Pontuz Bergman, et internationalement reconnu dans la scène du genre avec un genre musical allant de la trance au hardstyle ; cela vient du fait que Jon et Pontuz produisaient de l'Eurodance séparément, avant de s'unir en 2008 (ils étaient auparavant rivaux).

## Histoire
Jon Brandt-Cederhäll et Pontuz Bergman sont initialement deux producteurs différents initialement rivaux,,. Ils révèlent dans une entrevue que leur nom de groupe se base sur des « délires d'ivrogne. » Les deux forment un groupe et débutent ensemble dans la production du hardstyle en 2008 et signent leur contrat avec Scantraxx en été 2010. Leur première sortie le 18 juin 2010 contient I'm Free et Anxiety au label discographique Scantraxx Silver. Leur seconde sortie est en octobre 2010 et contient les morceaux Hate Mondayz et Resistance. Leurs premières musiques sous Scantraxx ont été directement dans le Hardstyle Top 100 of 2010 de la station de radio Fear.fm. Fear.fm, en effectuant une entrevue avec Pontus & Jon, révèle leur nouveau contrat avec Scantraxx dès décembre 2009, ce qui s'officialise en 2010.
Ils créent tous deux l'image de deux jeunes adultes consommant beaucoup de bière, en faisant des vidéos comiques sur leur chaîne YouTube. Leur slogan est Get Wasted N' Do It (autrement dit « Bourrez-vous et faites-le. » Pontuz est surtout connu dans ses vidéos pour ses kicks et Jon a chanté dans plusieurs de leurs titres. En 2011, ils ont participé aux plus gros évènements de Hardstyle organisés par Q-dance comme le Defqon.1, Q-Base ou encore Intents Festival. Durant l'été 2011, avec leur titre Melancholia ils décrochent la première place du top 100 de Fear.fm. En fin d'année 2011, ils font quelques collaborations avec des DJ tels que Code Black et Chris One. L'engouement de leurs fans pour leurs futurs morceaux est bien connu chez eux : avec les titres Confined Thoughts, Blinded et Falling notamment. C'est sans doute ce qui leur a fait quitter Scantraxx Recordz le 14 mai 2012. 
Le duo annonce sur leur chaîne YouTube le 10 février 2020, le départ de Jon. De son côté, Pontuz reprend à son compte le nom de Wasted Penguinz.

## Discographie
- 2009 : We Live For The Day EP (Bazz Implant Records)
- 2009 : A Next Generation (Bazz Implant Records ; 12″)
- 2010 : I'm Free/Anxiety[8] (Scantraxx Silver ; téléchargement de musique)
- 2010 : Resistance/Hate Mondayz[4] (Scantraxx Silver ; téléchargement)
- 2011 : Lost In Eternity EP[9] (Scantraxx, téléchargement)
- 2011 : Melancholia/Far From Reality[10] (Scantraxx, téléchargement)
- 2011 : Stay Alive/Circle of Life[11] (Scantraxx, téléchargement)
- 2012 : Within/Freedom Is Me[12] (Scantraxx, téléchargement)

Ils ont par ailleurs donné quelques musiques en téléchargement gratuit et légal comme Forever Today et Art of Noize en guise de remerciement pour un nombre de fans acquis sur leur page officielle Facebook.